# Iolanda Cintura
Iolanda Pedro Campos Cintura Seuane, en version courte Iolanda Cintura, (née le 24 octobre 1972 à Chimoio, au Mozambique) est une chimiste et femme politique mozambicaine, membre du Front de libération du Mozambique (FRELIMO). De 2010 à 2015, elle a dirigé le ministère mozambicain de la Femme et des Affaires sociales. Depuis 2015, elle est gouverneure de la capitale, Maputo.

## Biographie

### Enfance et éducation
Iolanda Cintura grandit dans la petite ville de Vila Pery, aujourd'hui Chimoio, puis à Beira ,où elle fréquente l'Escola Primária do Macurungo. Plus tard, elle déménage dans la capitale, Maputo, où elle étudie à l'Escola Secundária Francisco Manyanga jusqu'en 1989.
Après une période de petits boulots, elle commence à étudier la chimie à l'université Eduardo Mondlane. Elle achève ses études en 1999 avec la licenciatura. En parallèle, Iolanda Cintura poursuit sa formation et obtient plusieurs certificats : management et gestion des carburants (Institut norvégien du pétrole, 1999), relations entre énergie et études de genre (Department of Energy, Washington, 2001) et deux certificats de direction et des compétences en gestion (université pédagogique de Maputo (de), 2007 et 2011).

### Parcours professionnel et ascension
Elle a l'intention de travailler dans l'industrie, mais change rapidement d'avis et entame une carrière dans l'administration mozambicaine, où elle occupe divers postes au sein du ministère de l'Énergie (aujourd'hui ministère des Ressources naturelles et de l'Énergie). De 2000 à 2003, elle est directrice de la Division des carburants, en 2003-2004 directrice adjointe du Département de l'énergie et de 2004 à 2010, directrice de l'Office des carburants. Dans le cadre de cette mission, Iolanda Cintura siège, de 2008 à 2010, au conseil d'administration de Petromoc et en 1999, elle est membre du sous-comité pour le pétrole de la Communauté de développement d'Afrique australe (SADC),.
En 2010, le président de la République Armando Guebuza nomme Iolanda Cintura dans son cabinet et lui confie la direction du ministère chargé des Femmes et des Affaires sociales (Ministério de Mulher e Acção Social).
Après l'élection présidentielle de 2015, le nouveau président Filipe Nyusi ne la reconduit pas au sein du gouvernement, mais la nomme gouverneure de la capitale, Maputo,.